# Kim Bo-hyon
Đây là một tên người Triều Tiên, họ là Kim.
Kim Bo-hyon (tiếng Triều Tiên: 김보현; Hanja: 金輔鉉; 19 tháng 8 năm 1871 - 2 tháng 9 năm 1955) xuất thân là một nông dân từ tỉnh Nam Pyongan. Ông là ông nội của người sáng lập Cộng hòa Dân chủ Nhân dân Triều Tiên, Kim Nhật Thành.

## Tiểu sử
Kim Bo-hyon sinh ngày 19 tháng 8 năm 1871 là con trai duy nhất của nông dân Kim Ung-u người Mangyongdae. Kim Ung-u qua đời ở tuổi ba mươi, một ngày sau sinh nhật thứ bảy của Kim Bo-hyon. Không có bố, Kim về sống với chú.
Ở tuổi đôi mươi, Kim kết hôn với một cô gái tên Lee Bo-ik, nhỏ hơn Kim năm tuổi. Họ đã hạ sinh ra ba người con trai và ba cô con gái, người được biết đến nhiều nhất trong số những người trên là Kim Hyong-jik. Để nuôi sáu con của mình, Kim được cho là thức dậy vào lúc bình minh sớm và vòng quanh làng để thu thập phân chuồng, trong khi vào ban đêm, xoắn dây rơm, làm dép rơm và chiếu rơm bằng đèn.
Kim Nhật Thành tuyên bố tổ tiên của mình bao gồm ông nội Kim Bo-hyon và ông cố Kim Ung-u, có liên quan đến vụ việc của Tướng Sherman, nhưng điều này bị tranh cãi và được cho là bịa đặt.

## Di sản
Kim Bo-hyon và Lee Bo-ik được Ủy ban Biên tập viết tiểu sử ngắn về Kim Nhật Thành, được ví như là "những người yêu nước".
Vào ngày 19 tháng 8 năm 2013, vòng hoa đã được các tổ chức khác nhau của Bắc Triều Tiên gửi đến lăng mộ của Kim Bo-hyon và Lee Bo-ik.

## Gia đình
- Cha: Kim Ung-u (김응우; 17 tháng 6 năm 1848 - 4 tháng 10 năm 1878)
  - Ông nội: Kim Song-ryeong (김송령; 1 tháng 12 năm 1810 - 12 tháng 3 năm 1899)
  - Bà nội: Na Hyon-jik (나현직; 4 tháng 3 năm 1811 - 23 tháng 1 năm 1897)
- Mẹ: Lady Lee (이씨)
- Vợ: Lee Bo-ik (이보익; 31 tháng 5 năm 1876 - 18 tháng 10 năm 1959)
  - Con trai: Kim Hyong-jik (김형직; 10 tháng 7 năm 1894 - 5 tháng 6 năm 1926)
  - Con trai: Kim Hyong-rok (김형록)
  - Con trai: Kim Hyong-gwon (김형권; 4 tháng 11 năm 1905 - 12 tháng 1 năm 1936)
  - Con gái: Kim Gu-il (김구일녀)
  - Con gái: Kim Hyong-sil (김형실)
  - Con gái: Kim Hyong-bok (김형복)

|                      |                      |                      |                      |                      |                      |                    |                    |                        |                        |                        |                        |                        |                        |                        |                        |                        |                        |                       |                       |                       |                       |                     |                     |                       |                       |                       |                       |                       |                       |                        |                        |                        |                        | Kim Bo-hyon 1871–1955   |                         |                         |                         |                         |                         |                       |                       |                        |                        |                        |                        |                        |                        |                          |                          |                          |                          |                          |                          |                   |                   |                    |                    |                    |                    |                    |                    |
|                      |                      |                      |                      |                      |                      |                    |                    |                        |                        |                        |                        |                        |                        |                        |                        |                        |                        |                       |                       |                       |                       |                     |                     |                       |                       |                       |                       |                       |                       |                        |                        |                        |                        |                         |                         |                         |                         |                         |                         |                       |                       |                        |                        |                        |                        |                        |                        |                          |                          |                          |                          |                          |                          |                   |                   |                    |                    |                    |                    |                    |                    |
|                      |                      |                      |                      |                      |                      |                    |                    |                        |                        |                        |                        |                        |                        |                        |                        |                        |                        |                       |                       |                       |                       |                     |                     |                       |                       |                       |                       |                       |                       |                        |                        |                        |                        | Kim Hyong-jik 1894–1926 | Kim Hyong-jik 1894–1926 | Kim Hyong-jik 1894–1926 | Kim Hyong-jik 1894–1926 | Kim Hyong-jik 1894–1926 | Kim Hyong-jik 1894–1926 |                       |                       | Kang Pan-sŏk 1892–1932 | Kang Pan-sŏk 1892–1932 | Kang Pan-sŏk 1892–1932 | Kang Pan-sŏk 1892–1932 | Kang Pan-sŏk 1892–1932 | Kang Pan-sŏk 1892–1932 |                          |                          |                          |                          |                          |                          |                   |                   |                    |                    |                    |                    |                    |                    |
|                      |                      |                      |                      |                      |                      |                    |                    |                        |                        |                        |                        |                        |                        |                        |                        |                        |                        |                       |                       |                       |                       |                     |                     |                       |                       |                       |                       |                       |                       |                        |                        |                        |                        | Kim Hyong-jik 1894–1926 | Kim Hyong-jik 1894–1926 | Kim Hyong-jik 1894–1926 | Kim Hyong-jik 1894–1926 | Kim Hyong-jik 1894–1926 | Kim Hyong-jik 1894–1926 |                       |                       | Kang Pan-sŏk 1892–1932 | Kang Pan-sŏk 1892–1932 | Kang Pan-sŏk 1892–1932 | Kang Pan-sŏk 1892–1932 | Kang Pan-sŏk 1892–1932 | Kang Pan-sŏk 1892–1932 |                          |                          |                          |                          |                          |                          |                   |                   |                    |                    |                    |                    |                    |                    |
|                      |                      |                      |                      |                      |                      |                    |                    |                        |                        |                        |                        |                        |                        |                        |                        |                        |                        |                       |                       |                       |                       |                     |                     |                       |                       |                       |                       |                       |                       |                        |                        |                        |                        |                         |                         |                         |                         |                         |                         |                       |                       |                        |                        |                        |                        |                        |                        |                          |                          |                          |                          |                          |                          |                   |                   |                    |                    |                    |                    |                    |                    |
|                      |                      |                      |                      |                      |                      |                    |                    |                        |                        |                        |                        |                        |                        |                        |                        |                        |                        |                       |                       |                       |                       |                     |                     |                       |                       |                       |                       |                       |                       |                        |                        |                        |                        |                         |                         |                         |                         |                         |                         |                       |                       |                        |                        |                        |                        |                        |                        |                          |                          |                          |                          |                          |                          |                   |                   |                    |                    |                    |                    |                    |                    |
|                      |                      |                      |                      |                      |                      |                    |                    |                        |                        |                        |                        |                        |                        |                        |                        |                        |                        |                       |                       |                       |                       |                     |                     |                       |                       |                       |                       |                       |                       | Kim Jong-suk 1919–1949 | Kim Jong-suk 1919–1949 | Kim Jong-suk 1919–1949 | Kim Jong-suk 1919–1949 | Kim Jong-suk 1919–1949  | Kim Jong-suk 1919–1949  |                         |                         | Kim Il-sung 1912–1994   | Kim Il-sung 1912–1994   | Kim Il-sung 1912–1994 | Kim Il-sung 1912–1994 | Kim Il-sung 1912–1994  | Kim Il-sung 1912–1994  |                        |                        | Kim Sung-ae 1928–?     | Kim Sung-ae 1928–?     | Kim Sung-ae 1928–?       | Kim Sung-ae 1928–?       | Kim Sung-ae 1928–?       | Kim Sung-ae 1928–?       |                          |                          | Kim Yong-ju 1920– | Kim Yong-ju 1920– | Kim Yong-ju 1920–  | Kim Yong-ju 1920–  | Kim Yong-ju 1920–  | Kim Yong-ju 1920–  |                    |                    |
|                      |                      |                      |                      |                      |                      |                    |                    |                        |                        |                        |                        |                        |                        |                        |                        |                        |                        |                       |                       |                       |                       |                     |                     |                       |                       |                       |                       |                       |                       | Kim Jong-suk 1919–1949 | Kim Jong-suk 1919–1949 | Kim Jong-suk 1919–1949 | Kim Jong-suk 1919–1949 | Kim Jong-suk 1919–1949  | Kim Jong-suk 1919–1949  |                         |                         | Kim Il-sung 1912–1994   | Kim Il-sung 1912–1994   | Kim Il-sung 1912–1994 | Kim Il-sung 1912–1994 | Kim Il-sung 1912–1994  | Kim Il-sung 1912–1994  |                        |                        | Kim Sung-ae 1928–?     | Kim Sung-ae 1928–?     | Kim Sung-ae 1928–?       | Kim Sung-ae 1928–?       | Kim Sung-ae 1928–?       | Kim Sung-ae 1928–?       |                          |                          | Kim Yong-ju 1920– | Kim Yong-ju 1920– | Kim Yong-ju 1920–  | Kim Yong-ju 1920–  | Kim Yong-ju 1920–  | Kim Yong-ju 1920–  |                    |                    |
|                      |                      |                      |                      |                      |                      |                    |                    |                        |                        |                        |                        |                        |                        |                        |                        |                        |                        |                       |                       |                       |                       |                     |                     |                       |                       |                       |                       |                       |                       |                        |                        |                        |                        |                         |                         |                         |                         |                         |                         |                       |                       |                        |                        |                        |                        |                        |                        |                          |                          |                          |                          |                          |                          |                   |                   |                    |                    |                    |                    |                    |                    |
|                      |                      |                      |                      |                      |                      |                    |                    |                        |                        |                        |                        |                        |                        |                        |                        |                        |                        |                       |                       |                       |                       |                     |                     |                       |                       |                       |                       |                       |                       |                        |                        |                        |                        |                         |                         |                         |                         |                         |                         |                       |                       |                        |                        |                        |                        |                        |                        |                          |                          |                          |                          |                          |                          |                   |                   |                    |                    |                    |                    |                    |                    |
|                      |                      |                      |                      |                      |                      |                    |                    |                        |                        |                        |                        |                        |                        |                        |                        |                        |                        |                       |                       |                       |                       |                     |                     |                       |                       |                       |                       |                       |                       |                        |                        |                        |                        |                         |                         |                         |                         |                         |                         |                       |                       |                        |                        |                        |                        |                        |                        |                          |                          |                          |                          |                          |                          |                   |                   |                    |                    |                    |                    |                    |                    |
|                      |                      |                      |                      |                      |                      |                    |                    |                        |                        |                        |                        |                        |                        |                        |                        |                        |                        |                       |                       |                       |                       |                     |                     |                       |                       |                       |                       |                       |                       |                        |                        |                        |                        |                         |                         |                         |                         |                         |                         |                       |                       |                        |                        |                        |                        |                        |                        |                          |                          |                          |                          |                          |                          |                   |                   |                    |                    |                    |                    |                    |                    |
| Kim Young-sook 1947– | Kim Young-sook 1947– | Kim Young-sook 1947– | Kim Young-sook 1947– | Kim Young-sook 1947– | Kim Young-sook 1947– |                    |                    | Song Hye-rim 1937–2002 | Song Hye-rim 1937–2002 | Song Hye-rim 1937–2002 | Song Hye-rim 1937–2002 | Song Hye-rim 1937–2002 | Song Hye-rim 1937–2002 |                        |                        | Kim Jong-il 1941–2011  | Kim Jong-il 1941–2011  | Kim Jong-il 1941–2011 | Kim Jong-il 1941–2011 | Kim Jong-il 1941–2011 | Kim Jong-il 1941–2011 |                     |                     | Ko Yong-hui 1953–2004 | Ko Yong-hui 1953–2004 | Ko Yong-hui 1953–2004 | Ko Yong-hui 1953–2004 | Ko Yong-hui 1953–2004 | Ko Yong-hui 1953–2004 |                        |                        | Kim Ok 1964–           | Kim Ok 1964–           | Kim Ok 1964–            | Kim Ok 1964–            | Kim Ok 1964–            | Kim Ok 1964–            |                         |                         | Kim Kyong-hui 1946–   | Kim Kyong-hui 1946–   | Kim Kyong-hui 1946–    | Kim Kyong-hui 1946–    | Kim Kyong-hui 1946–    | Kim Kyong-hui 1946–    |                        |                        | Jang Sung-taek 1946–2013 | Jang Sung-taek 1946–2013 | Jang Sung-taek 1946–2013 | Jang Sung-taek 1946–2013 | Jang Sung-taek 1946–2013 | Jang Sung-taek 1946–2013 |                   |                   | Kim Pyong-il 1954– | Kim Pyong-il 1954– | Kim Pyong-il 1954– | Kim Pyong-il 1954– | Kim Pyong-il 1954– | Kim Pyong-il 1954– |
| Kim Young-sook 1947– | Kim Young-sook 1947– | Kim Young-sook 1947– | Kim Young-sook 1947– | Kim Young-sook 1947– | Kim Young-sook 1947– |                    |                    | Song Hye-rim 1937–2002 | Song Hye-rim 1937–2002 | Song Hye-rim 1937–2002 | Song Hye-rim 1937–2002 | Song Hye-rim 1937–2002 | Song Hye-rim 1937–2002 |                        |                        | Kim Jong-il 1941–2011  | Kim Jong-il 1941–2011  | Kim Jong-il 1941–2011 | Kim Jong-il 1941–2011 | Kim Jong-il 1941–2011 | Kim Jong-il 1941–2011 |                     |                     | Ko Yong-hui 1953–2004 | Ko Yong-hui 1953–2004 | Ko Yong-hui 1953–2004 | Ko Yong-hui 1953–2004 | Ko Yong-hui 1953–2004 | Ko Yong-hui 1953–2004 |                        |                        | Kim Ok 1964–           | Kim Ok 1964–           | Kim Ok 1964–            | Kim Ok 1964–            | Kim Ok 1964–            | Kim Ok 1964–            |                         |                         | Kim Kyong-hui 1946–   | Kim Kyong-hui 1946–   | Kim Kyong-hui 1946–    | Kim Kyong-hui 1946–    | Kim Kyong-hui 1946–    | Kim Kyong-hui 1946–    |                        |                        | Jang Sung-taek 1946–2013 | Jang Sung-taek 1946–2013 | Jang Sung-taek 1946–2013 | Jang Sung-taek 1946–2013 | Jang Sung-taek 1946–2013 | Jang Sung-taek 1946–2013 |                   |                   | Kim Pyong-il 1954– | Kim Pyong-il 1954– | Kim Pyong-il 1954– | Kim Pyong-il 1954– | Kim Pyong-il 1954– | Kim Pyong-il 1954– |
|                      |                      |                      |                      |                      |                      |                    |                    |                        |                        |                        |                        |                        |                        |                        |                        |                        |                        |                       |                       |                       |                       |                     |                     |                       |                       |                       |                       |                       |                       |                        |                        |                        |                        |                         |                         |                         |                         |                         |                         |                       |                       |                        |                        |                        |                        |                        |                        |                          |                          |                          |                          |                          |                          |                   |                   |                    |                    |                    |                    |                    |                    |
|                      |                      |                      |                      |                      |                      |                    |                    |                        |                        |                        |                        |                        |                        |                        |                        |                        |                        |                       |                       |                       |                       |                     |                     |                       |                       |                       |                       |                       |                       |                        |                        |                        |                        |                         |                         |                         |                         |                         |                         |                       |                       |                        |                        |                        |                        |                        |                        |                          |                          |                          |                          |                          |                          |                   |                   |                    |                    |                    |                    |                    |                    |
|                      |                      |                      |                      | Kim Sul-song 1974–   | Kim Sul-song 1974–   | Kim Sul-song 1974– | Kim Sul-song 1974– | Kim Sul-song 1974–     | Kim Sul-song 1974–     |                        |                        | Kim Jong-nam 1971–2017 | Kim Jong-nam 1971–2017 | Kim Jong-nam 1971–2017 | Kim Jong-nam 1971–2017 | Kim Jong-nam 1971–2017 | Kim Jong-nam 1971–2017 |                       |                       | Kim Jong-chul 1981–   | Kim Jong-chul 1981–   | Kim Jong-chul 1981– | Kim Jong-chul 1981– | Kim Jong-chul 1981–   | Kim Jong-chul 1981–   |                       |                       | Kim Jong-un 1983–     | Kim Jong-un 1983–     | Kim Jong-un 1983–      | Kim Jong-un 1983–      | Kim Jong-un 1983–      | Kim Jong-un 1983–      |                         |                         | Ri Sol-ju k. 1986–      | Ri Sol-ju k. 1986–      | Ri Sol-ju k. 1986–      | Ri Sol-ju k. 1986–      | Ri Sol-ju k. 1986–    | Ri Sol-ju k. 1986–    |                        |                        | Kim Yo-jong 1987–      | Kim Yo-jong 1987–      | Kim Yo-jong 1987–      | Kim Yo-jong 1987–      | Kim Yo-jong 1987–        | Kim Yo-jong 1987–        |                          |                          |                          |                          |                   |                   |                    |                    |                    |                    |                    |                    |
|                      |                      |                      |                      | Kim Sul-song 1974–   | Kim Sul-song 1974–   | Kim Sul-song 1974– | Kim Sul-song 1974– | Kim Sul-song 1974–     | Kim Sul-song 1974–     |                        |                        | Kim Jong-nam 1971–2017 | Kim Jong-nam 1971–2017 | Kim Jong-nam 1971–2017 | Kim Jong-nam 1971–2017 | Kim Jong-nam 1971–2017 | Kim Jong-nam 1971–2017 |                       |                       | Kim Jong-chul 1981–   | Kim Jong-chul 1981–   | Kim Jong-chul 1981– | Kim Jong-chul 1981– | Kim Jong-chul 1981–   | Kim Jong-chul 1981–   |                       |                       | Kim Jong-un 1983–     | Kim Jong-un 1983–     | Kim Jong-un 1983–      | Kim Jong-un 1983–      | Kim Jong-un 1983–      | Kim Jong-un 1983–      |                         |                         | Ri Sol-ju k. 1986–      | Ri Sol-ju k. 1986–      | Ri Sol-ju k. 1986–      | Ri Sol-ju k. 1986–      | Ri Sol-ju k. 1986–    | Ri Sol-ju k. 1986–    |                        |                        | Kim Yo-jong 1987–      | Kim Yo-jong 1987–      | Kim Yo-jong 1987–      | Kim Yo-jong 1987–      | Kim Yo-jong 1987–        | Kim Yo-jong 1987–        |                          |                          |                          |                          |                   |                   |                    |                    |                    |                    |                    |                    |
|                      |                      |                      |                      |                      |                      |                    |                    |                        |                        |                        |                        |                        |                        |                        |                        |                        |                        |                       |                       |                       |                       |                     |                     |                       |                       |                       |                       |                       |                       |                        |                        |                        |                        |                         |                         |                         |                         |                         |                         |                       |                       |                        |                        |                        |                        |                        |                        |                          |                          |                          |                          |                          |                          |                   |                   |                    |                    |                    |                    |                    |                    |
|                      |                      |                      |                      |                      |                      |                    |                    |                        |                        |                        |                        | Kim Han-sol 1995–      | Kim Han-sol 1995–      | Kim Han-sol 1995–      | Kim Han-sol 1995–      | Kim Han-sol 1995–      | Kim Han-sol 1995–      |                       |                       |                       |                       |                     |                     |                       |                       |                       |                       |                       |                       |                        |                        | Kim Ju-ae k. 2012–     | Kim Ju-ae k. 2012–     | Kim Ju-ae k. 2012–      | Kim Ju-ae k. 2012–      | Kim Ju-ae k. 2012–      | Kim Ju-ae k. 2012–      |                         |                         |                       |                       |                        |                        |                        |                        |                        |                        |                          |                          |                          |                          |                          |                          |                   |                   |                    |                    |                    |                    |                    |                    |